# Octinodes ruficollis
Octinodes ruficollis là một loài bọ cánh cứng trong họ Cebrionidae. Loài này được Schwarz miêu tả khoa học năm 1902.